# Campionati europei di 470 1974
I Campionati europei di 470 1974 si sono svolti a El Masnou, in Spagna, dall'8 al 16 luglio 1974.

## Podi
| Evento   | Oro                                | Argento                             | Bronzo                                        |
| 470 Open | Francia Marc Bouet Stéphane Fleury | Spagna Juan Santana Francisco Colom | Francia Philippe Follenfant Hubert Follenfant |

## Medagliere
| Posiz. | Nazione | Oro | Argento | Bronzo | Totale |
| ------ | ------- | --- | ------- | ------ | ------ |
| 1      | Francia | 1   | 0       | 1      | 2      |
| 2      | Spagna  | 0   | 1       | 0      | 1      |
| Totale | Totale  | 1   | 1       | 1      | 3      |